# (7130) Klepper
(7130) Klepper est un astéroïde de la ceinture principale.

## Description
(7130) Klepper est un astéroïde de la ceinture principale. Il fut découvert le 30 avril 1992 à Tautenburg par Freimut Börngen. Il présente une orbite caractérisée par un demi-grand axe de 2,28 UA, une excentricité de 0,15 et une inclinaison de 5,4° par rapport à l'écliptique.

## Compléments